# واناجان
واناجان (انگلیسی: Vanajan Autotehdas) یک شرکت سازنده خودروهای سنگین باربری بود که از سال ۱۹۴۳ تا ۱۹۶۸ میلادی فعالیت داشت. شرکت واناجان اتوبوس و کامیون تولید می‌کرد. خودروسازی واناجان در شهر هامینلینا در جنوب فنلاند بود.